# 羅森代爾 (紐約州普查規定居民點)
羅森代爾（英語：Rosendale）是位於美國紐約州阿爾斯特縣的普查規定居民點。

## 人口
根據2020年美國人口普查的數據，羅森代爾的面積為5.19平方千米，當中陸地面積為5.04平方千米，而水域面積為0.14平方千米。當地共有人口1285人，而人口密度為每平方千米247.59人。